# Diable de mer méditerranéen
Mobula mobular · Raie aigle géante
Espèce
Synonymes
- Aodon cornu Lacépède, 1798[2]
- Apterurus fabroni Rafinesque, 1810[2]
- Cephalopterus edentula Griffini, 1903[2]
- Manta mobular (Bonnaterre, 1788)[2]
- Mobula auriculata Rafinesque, 1810[2]
- Raia fabroniana Lacépède, 1800[2]
- Raia mobular Bonnaterre, 1788[2]
- Raja cephaloptera Bloch & Schneider, 1801[2]
- Raja giorna Lacépède, 1803[2]
- Squalus edentulus Brünnich, 1768[2]

Répartition géographique
Statut de conservation UICN

 EN A2bd+3d : En danger
Le Diable de mer méditerranéen (Mobula mobular), aussi appelé Raie aigle géante, est une espèce d'élasmobranches (poissons cartilagineux) de la famille des Myliobatidae ou Mobulidae (ITIS) selon les classifications.

## Systématique
L'espèce Mobula mobular a été initialement décrite en 1788 par le naturaliste français Pierre Joseph Bonnaterre (1752-1804) sous le protonyme de Raia mobular.

## Description

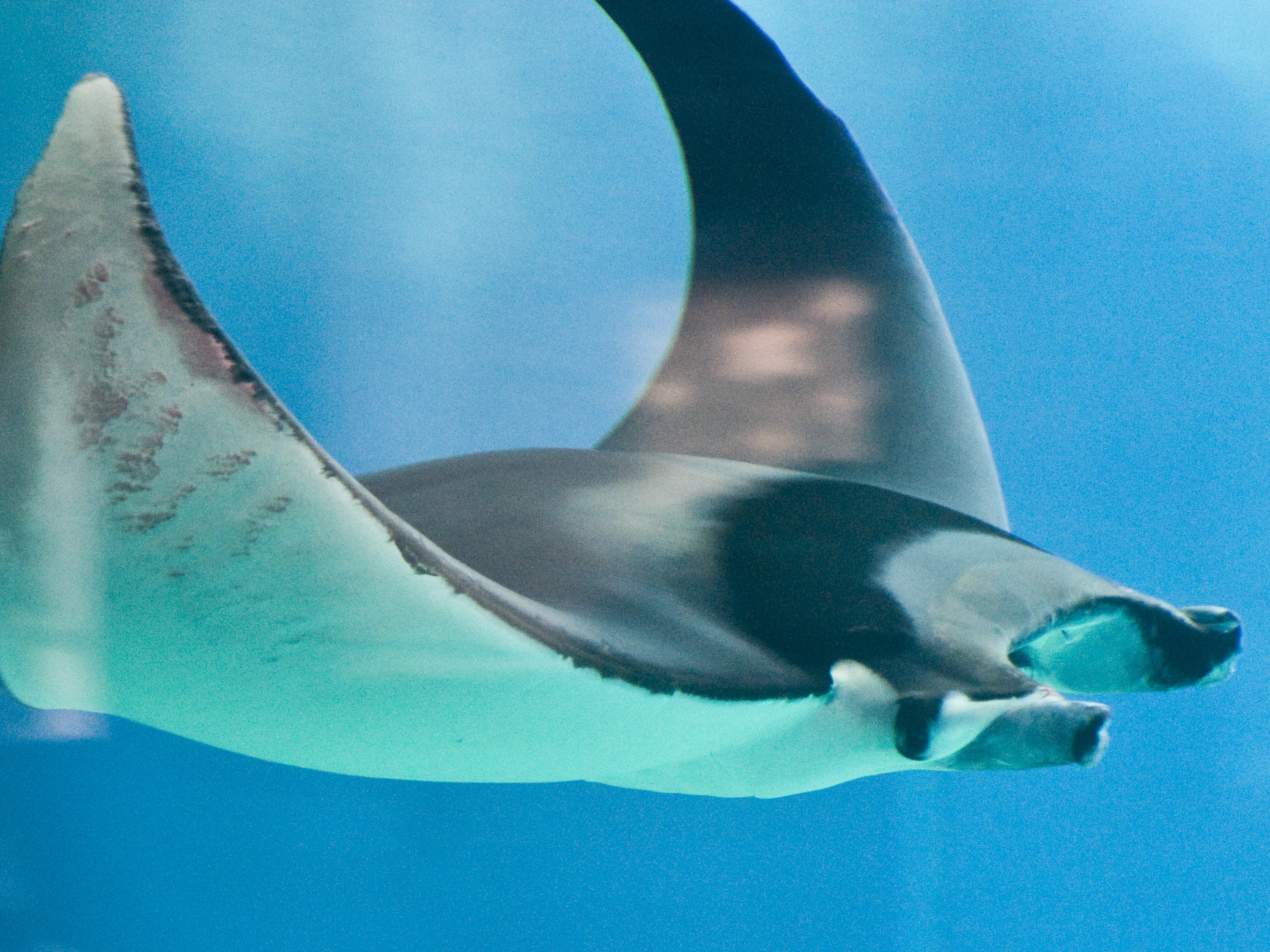
Spécimen en aquarium.

Mobula mobular est une espèce en voie d’extinction. C’est la seule espèce de Mobulidés qui vit en Méditerranée et son aire de distribution s’étend sur toute la zone intertropicale. Elle est considérée comme éteinte en Martinique. On la trouve depuis la surface et jusqu'à 1 115 m de profondeur. On n'observe pas de variation morphologique entre les différentes populations autour du monde. C’est la troisième plus grande espèce de Mobulidés après les raies Manta océaniques et récifales. 

## Morphologie

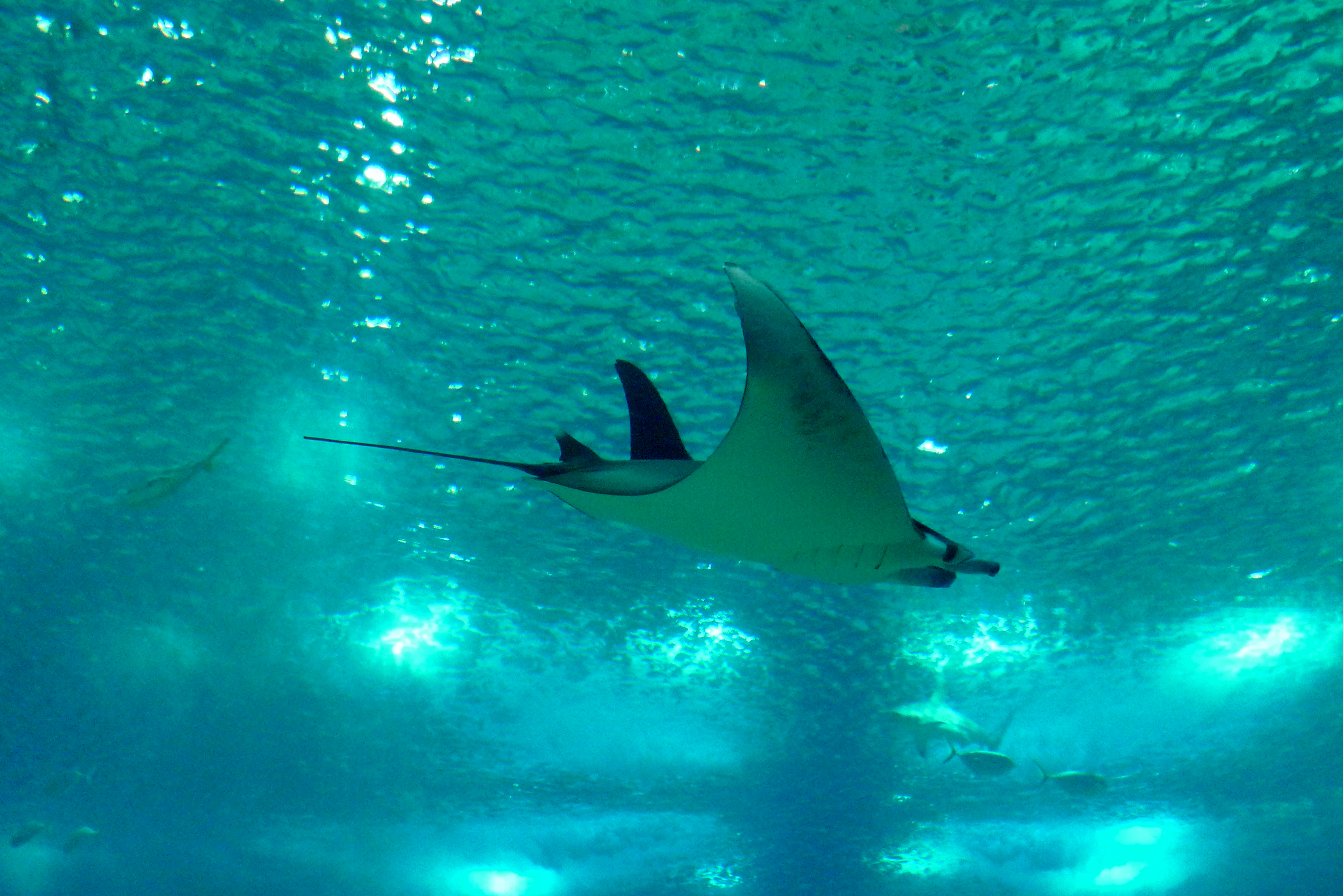
Mobula de l'Atlantique (Mobula mobular) à l'océanarium de Lisbonne

Mobula mobular a une bouche large et subterminale qui représente 11 à 13% de la largeur du disque avec des bandes dentaires supérieures et inférieures, les dents sont bien séparées les unes des autres. Les marges antérieures du disque sont droites à légèrement convexes, elle a des stigmates situés sur la face dorsale de la tête, de larges bandes dentaires, une épine caudale dentelée généralement présente derrière la nageoire dorsale et une nageoire dorsale avec une pointe blanche. Sa queue très longue est en forme de fouet, inférieure ou supérieure à la largeur du disque lorsqu'elle n'est pas endommagée. Mobula mobular a une couleur noir bleuâtre sur la face dorsale et la face ventrale est blanche avec parfois des points noirs. Les mâles atteignent leur maturité sexuelle vers 200 à 220 cm de diamètre et les femelles vers 215 à 240 cm de diamètre. Les individus adultes font en général 350 cm de diamètre.
Cette espèce a souvent été confondue avec Mobula birostris, mais ce sont des espèces différentes. Mobula mobular ne dépasse pas 3,5 m de diamètre à l’âge adulte alors que Manta birostris peut atteindre jusque 5 m de diamètre.

## Biologie

### Régime alimentaire
Les diables de mer méditerranéens se nourrissent principalement de crustacés planctoniques et de petits bancs de poissons. Ils piègent les poissons et le plancton à l’aide de leurs plaques branchiales. Ils mangent principalement des crevettes euphausiacées (comme Meganyctiphanes norvegica) et de petits poissons mésopélagiques et clupéides.

### Reproduction et espérance de vie
Mobula mobular est une espèce vivipare aplacentaire. La gestation dure 12 mois et il n'y a en général qu'un seul petit par portée, mais il peut arriver qu’il y en ait deux. À la naissance le jeune individu a une taille de 90 à 160 cm de diamètre. Le cycle de reproduction est de 2 à 3 ans car il y a des périodes de repos entre les gestations. La maturité sexuelle des femelles est souvent atteinte vers l’âge de 5 à 6 ans et elles peuvent vivre jusque 20 ans. Ce qui fait que la durée d'une génération est d'environ 13 ans.

### Comportement
Mobula mobular peut plonger jusqu'à 1 115 m de profondeur.

## Habitat et répartition
Mobula mobular est une espèce pélagique, mais on la retrouve à la fois sur les côtes et au large. Elle vit dans les mers chaudes, c’est pourquoi on la retrouve dans toute la zone intertropicale, et c’est la seule espèce de Mobulidés que l'on retrouve en mer Méditerranée.

Les individus vivent en général seul mais peuvent se regrouper pour la chasse ou la reproduction. Ils ne restent pas toute l’année au même endroit et peuvent se déplacer sur plus de 1 800 km par an à raison de 63 km par jour en fonction des disponibilités en nourriture et des tendances saisonnières. Cette espèce est considérée comme éteinte en Martinique. 

## Menaces et conservation
L'UICN (23 janvier 2023) classe l'espèce en catégorie EN (en danger) dans la liste rouge des espèces menacées depuis 2019. 
Mobula mobular est en décroissance partout dans le monde. Il n’y a pas d’estimation de la population complète de l’espèce mais des relevés aériens ont fait une estimation de 12 700 individus dans le nord de la Méditerranée en 2014. Les populations de Mobula mobular ne semblent pas constantes dans le temps et dépendent de la disponibilité en nourriture et de la pêche dans les différents secteurs où elles se situent. 
Dans la région de l’Inde et du Sri Lanka, l’estimation des populations via les quantités d’individus pêchés tendent à donner une diminution de 50% de la taille des populations sur les dix dernières années. Le nombre d’individus pêchés a diminué par deux alors que le nombre de pêches de cette espèce a été doublé. En Asie du Sud-Est, le constat est identique, avec une décroissance des populations encore plus marquée, avec des estimations de réduction de 95% dans certaines contrées (Tanjung Luar). En effet, dans ces endroits, des pêches dirigées sur ces espèces sont réalisées.
Mobula mobular est victime de la pêche. Cette espèce est souvent prise accidentellement dans les pêcheries industrielles ou artisanales. Par ailleurs pour une douzaine de pays (13 pêcheries au total) ciblent cette espèce, ce qui fait qu'au total ce sont des milliers de raies qui sont vendues chaque année, soit sur les marchés locaux mais aussi parfois à l’exportation. Des prises involontaires de Mobula mobular sont également le fait de pêcheries de thons qui les gardent en raison de leur grande valeur. Lorsque ces prises sont renvoyées à la mer, elles sont souvent blessées ou déjà mortes. 
Cette espèce a été inscrite à la Convention pour la conservation des espèces migratrices appartenant à la faune sauvage (CMS) et à la Convention sur le commerce international des espèces de faune et de flore sauvages menacées d'extinction (CITES). Dans certains pays comme la Nouvelle-Zélande, l’Australie on observe une diminution de la pression sur les populations grâce à des gestions de pêche plus rigoureuses. En mer Méditerranée, les prises de Mobula mobular se font principalement dans le bassin Levantin au large de Gaza et par les thoniers sardes. Les prises étaient dans les environs de 170 individus capturés par an entre 2013 et 2016 mais les estimations sont d'environ 500 individus touchés par la pêche par an ces dernières années. L'association française « Ailerons », œuvrant à la protection des raies et des requins de Méditerranée, mène le projet Diable de mer depuis 2009. Il s'agit d'un projet de recensement des observations des diables de mer méditerranéens basé sur la science participative. Les observations sont récupérées via une adresse mail prévue à cet effet et stockées dans une base de données. L'objectif est la mise à disposition de ces données aux scientifiques qui souhaiteraient travailler sur ce modèle biologique et en connaître un peu plus sur cet animal encore largement méconnu. Aussi, grâce à l'association, cet animal très rare a pu être observé en août 2014 au port de Fontvieille à Monaco.
Depuis 2012, l'association Corsica - Groupe de Recherche sur les Requins de Méditerranée s'est associée au projet Diable de mer. Elle a, parmi ses missions, le recensement de toutes les observations du Diavulu di mari qui s'effectuent autour de la Corse.
Le 23 décembre 2020, un spécimen de 150 kg et de 3,80 m d'envergure s'est échoué sur la plage de Marseillan (Hérault, France). Les efforts du Service Départemental d'Incendie et de Secours ont permis de lui faire retrouver la pleine mer.

## Mobula mobularet l'Homme
Mobula mobular est largement utilisé pour sa viande, sa peau, son huile de foie et ses plaques branchiales. Ces dernières atteignent des prix élevés en Asie et sont utilisées en médecine chinoise. La viande de Mobula mobular est souvent consommée ou utilisée comme appâts ou attractifs pour les requins. Sa peau est parfois utilisée en maroquinerie (chaussures, portefeuilles et manches de couteaux). Les Mobulidés, dont le Diable de mer méditerranéen, sont populaires dans les aquariums publics, par exemple dans certains pays du Golfe aux États-Unis, en Europe et au Japon.